# Rusca Montană
Rusca Montană – wieś obok szczytu Rusca w Rumunii, w okręgu Caraș-Severin, w gminie Rusca Montană. W 2011 roku liczyła 1506 mieszkańców.